# Карлос Каседа
Карлос Албердо Каседа Олагез (Лима, 27. септембар 1991) је перуански професионални фудбалер, који игра на позицији голмана за ФК Депортиво Мунисипал и за фудбалску репрезентацију Перуа.

## Клупска каријера
Сениорску каријеру започео је у ФК Алијанса Атлетико, 2008. године. У јануару 2011. године приступио је клубу Университарио де депортес, а прву сезону био је резервни играч. Са ФК Университарио де депортес освојио је куп такмичење Копа либертадорес до 20 година, 2011. године. За свој клуб на такмичењу, играо је на свим мечевима, осим у финалу против ФК Бока јуниорс. Свој лигашки деби имао је 5. новембра 2011. године против ФК Инти Гас Депортес.

## Репрезентативна каријера
У новембру 2012. године добио је позив да игра у националној селекцији Перуа. У мају 2018. године позван је да игра за репрезентацију Перуа на Светском првенству у фудбалу 2018. године, одржаном у Русији.

## Статистика каријере

### Репрезентативна
До 16. јуна 2018
| Перу   | Перу | Перу |
| Год    | Ута  | Гол  |
| ------ | ---- | ---- |
| 2016   | 1    | 0    |
| 2017   | 3    | 0    |
| 2018   | 2    | 0    |
| Укупно | 6    | 0    |

## Трофеји

### Клупски
Университарио де депортес
- Прва лига Перуа: 2013
- Копа либертадорес до 20 година: 2011